# Corey Taylor

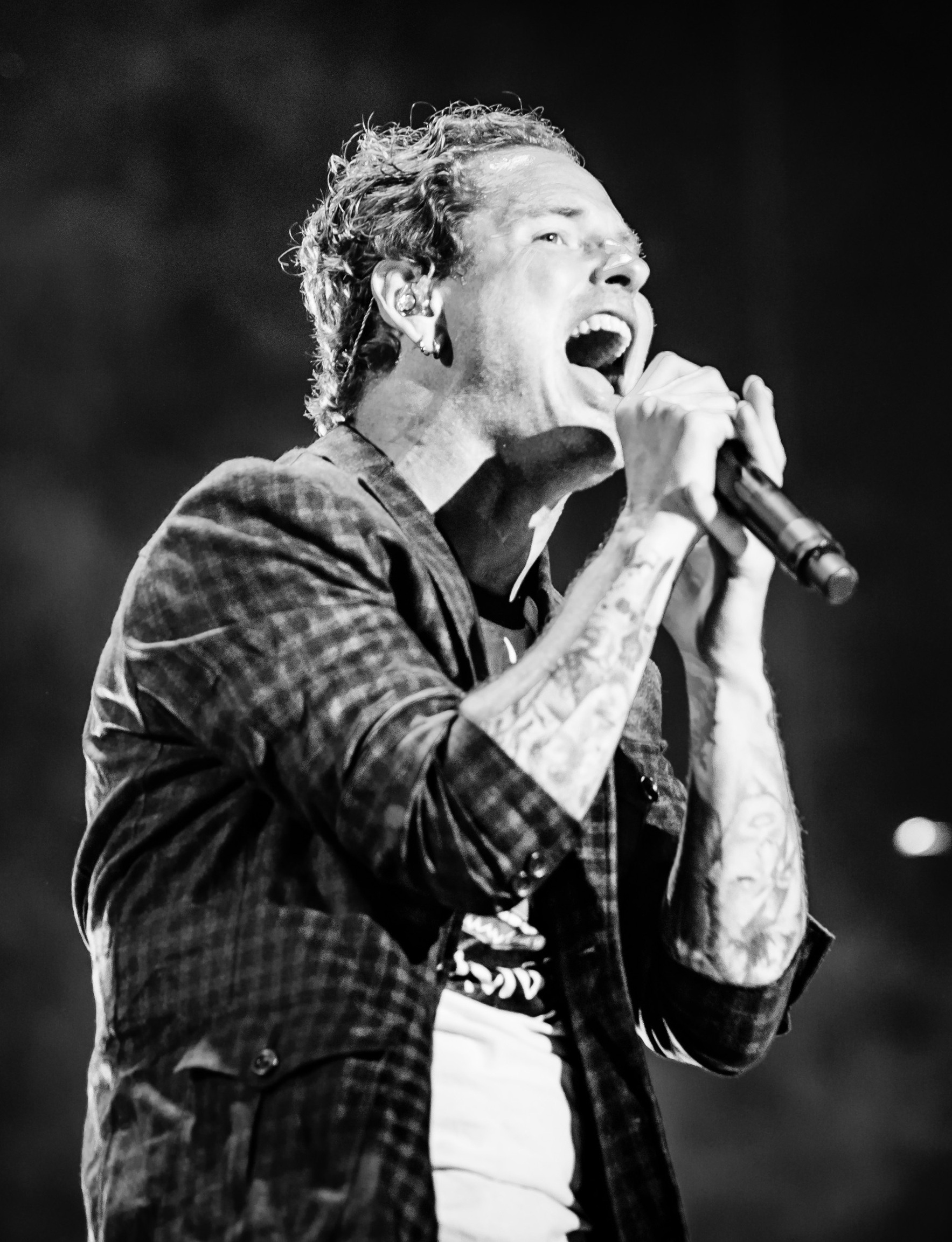
Corey Taylor in 2018

Corey Todd Taylor (Des Moines, Iowa, 8 december 1973) is een Amerikaanse zanger. Hij is de hoofdzanger van de metalband Slipknot, en een van de vier oprichters van de hardrockband Stone Sour.

## Muzikale carrière

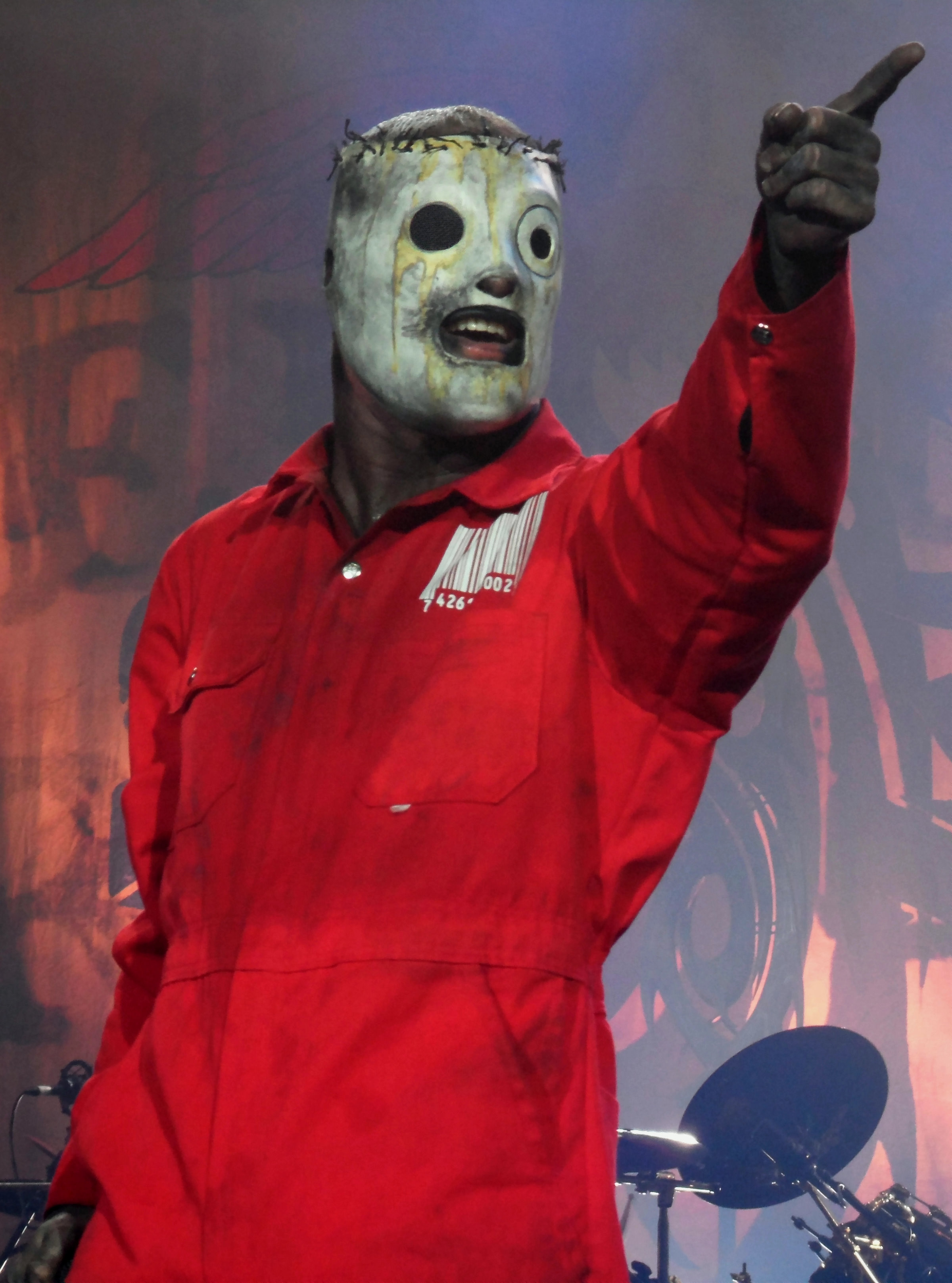
Corey Taylor in 2011

Corey begon zijn muziekcarrière met bands uit Des Moines. Stone Sour werd in 1992 gesticht en werd een van de grootste bands in de muziekscene van Des Moines. Hij werd later lid van Slipknot en werd er leadzanger. Slipknot kreeg een contract bij Roadrunner Records in 1998.
In 2000 werd Taylor benaderd door een ex-Stone Sour lid Josh Rand om enkele nummers te bespreken waar hij aan werkte, en er begon weer leven in Stone Sour te komen. In 2002 brachten ze hun eerste zelf-getitelde album uit. Met de hulp van Corey die ondertussen al een grote bekendheid geworden was kon Stone Sour een grote comeback waarmaken. Er werd dan gedacht dat Stone Sour het einde van Slipknot zou betekenen. Dit bleek niet het geval.
In 2004 kwam Slipknot opnieuw samen en bracht hun derde album Vol. 3: (The Subliminal Verses) uit. Voor Taylor zijn Slipknot en Stone Sour als kinderen voor hem, het zou niet eerlijk zijn om een favoriet te kiezen. Hij houdt ervan om deel uit te maken van beide groepen. In 2006 bracht Stone Sour hun tweede album uit, Come What(ever) May, dit album kreeg veel erkenning en haalde Stone Sour uit de schaduw van Slipknot. Maar Slipknot bracht 2 jaar later zijn vierde album All Hope Is Gone uit. In 2010 heeft hij weer een album met Stone Sour "Audio Secrecy" gemaakt, dit album gaat voornamelijk over de scheiding met zijn vrouw Scarlett.

## Privéleven
Corey groeide op in armoede en werd door zijn moeder opgevoed. Tot zijn dertigste verjaardag heeft hij zijn vader nooit gekend. Op aandringen van zijn voormalige vrouw, Scarlett, vertelde ze wie zijn vader was en konden de twee elkaar ontmoeten. De ontmoeting was erg emotioneel en beiden schoten uiteindelijk goed met elkaar op. Hij heeft een dochter en een zoon. Op 6 september 2019 trad hij in het huwelijk met danseres Alicia Dove.

## Discografie

### Slipknot
- Slipknot (1999)
- Iowa (2001)
- Vol. 3: (The Subliminal Verses) (2004)
- 9.0: Live (2005) (livealbum)
- All Hope Is Gone (26 augustus 2008)
- .5 The Gray Chapter (2014)
- We are not your kind (2019)
- The End, So Far (2022)

### Stone Sour
- Stone Sour (2002)
- Come What(ever) May (2006)
- Audio Secrecy (2010)
- House of Gold & Bones Part 1 (2012)
- House of Gold & Bones Part 2 (2013)
- Hydrograd (2017)

### Andere
- Strait Up (2000)
- Primitive (2000)
- Rise Above: 24 Black Flag Songs to Benefit the West Memphis Three (2002)
- New Found Power (2004)
- The All-Star Sessions (2005)
- Worlds Collide (2007)
- I´m not Jesus feat. Apocalyptica (2007) (single)
- Death To All But Metal Steel Panther (Feel The Steel)

- Biblioteca Nacional de España: XX5590139
- Bibliothèque nationale de France: cb166664015 (data)
- Gemeinsame Normdatei: 135502950
- International Standard Name Identifier: 0000 0001 0981 7752
- Library of Congress Control Number: no2002040896
- MusicBrainz: 15e02679-7a5f-4dd2-850c-5aa6e49d0878
- Nationale Bibliotheek van Tsjechië: pna2015854474
- Virtual International Authority File: 66138004
- WorldCat: E39PBJg8JrRdjyjR9kkxxp3hHC